# Girl Loves Me
"Girl Loves Me" é uma canção do músico inglês David Bowie. É a quinta faixa do vigésimo quinto e último álbum de estúdio de Bowie, Blackstar, lançado em 8 de Janeiro de 2016. A faixa foi escrita por Bowie e produzida por Bowie e Tony Visconti.

## Composição
"Girl Loves Me" é notável por seu uso de Polari e Nadsat em suas letras, o último dos quais é uma linguagem de ficção criada por Anthony Burgess, que foi usado com muita frequência em seu romance Laranja Mecânica, de 1962.

## Recepção
A revista Rolling Stone chama "Girl Loves Me" de seu momento favorito de Blackstar, rotulando-a como "sombria, alucinógena e sexy de forma que somente o falecido, grande ícone poderia criar". A NME rotula a canção como uma "tatuagem ameaçadora e militarista", e sugere que Bowie foi possivelmente influenciado pelos rappers Future e Young Thug na canção.

## Paradas de Sucessos
| Paradas (2016)                                          | Peak position |
| ------------------------------------------------------- | ------------- |
| Países Baixos (Single Top 100)                          | 87            |
| UK Singles (Official Charts Company)                    | 146           |
| Estados Unidos (Billboard Hot Rock & Alternative Songs) | 40            |